# Tasa de descuento
La tasa de descuento, tipo de descuento o coste de capital (d) es una aproximación financiera que define el valor presente de una suma futura, desde la perspectiva de un emisor de deuda. Así, si VF es el valor nominal (valor futuro) que espera el receptor de una obligación, con un vencimiento pactado en un lapso de tiempo específico, la tasa de descuento es d y su valor actual es VA; entonces el valor futuro que puede ser reconocido por una persona o entidad tomadora es :

{\displaystyle V_{F}={\frac {V_{A}}{1-d}}}

La tasa de descuento se diferencia de la tasa de interés, en que esta se aplica a una cantidad original para obtener el incremento que sumado a ella da la cantidad final, mientras que la tasa de  descuento se resta de una cantidad esperada para obtener una cantidad en el presente. En el tipo de descuento el divisor en la fórmula del tipo de interés es la inversión original.

## Ejemplo
Supongamos que hay un título del estado para la venta por 80000 € y pagan 100000 € finalizado un año. La tasa de descuento representa el descuento al flujo de dinero esperado en el futuro y su valor expresado en % será en este ejemplo:

{\displaystyle d(\%)={\frac {V_{F}-V_{A}}{V_{F}}}*100\%}

{\displaystyle d(\%)={\frac {100000euros-80000euros}{100000euros}}*100\%=20\%}

Por el contrario, el tipo de interés que determina el flujo de dinero futuro es calculado usando 80000 € como base:

{\displaystyle i(\%)={\frac {V_{F}-V_{A}}{V_{A}}}*100\%}

{\displaystyle i(\%)={\frac {100000euros-80000euros}{80000euros}}*100\%=25\%}

Esta sería la tasa que se obtiene a cambio de lo invertido; es decir, se paga 80000 € inicialmente y se obtienen finalmente 80000 € + 20000 €, siendo 20000 € el cupón (80000€ * 0,25) ya que en porcentaje se ganado un 25 %. En este caso se supone que los títulos son comprados a la par VN=VM=80000 € por lo que coincide la ganancia con el cupón. 
Para cada tasa de interés, hay una tasa de descuento correspondiente, dado por la fórmula siguiente:

{\displaystyle d={\frac {i}{1+i}}}

y a la inversa,

{\displaystyle i={\frac {d}{1-d}}}

Los flujos de dinero descontados son los que han disminuido su valor presente al aplicar el tipo de descuento, de acuerdo a la cantidad de tiempo que debe pasar hasta que se obtenga el dinero esperado. En la medida en que el tiempo de espera sea mayor, el descuento será mayor. Al sumar todos los flujos de dinero de los diferentes periodos de tiempo apropiadamente descontados se obtiene el valor actual neto. La tasa interna de retorno es la tasa de rentabilidad esperada por un inversionista que, para algunos autores, simplemente sería el tipo de descuento que hace que el valor actual neto de una serie de flujos de dinero sea cero.

## Uso en política económica
Un tema importante de política económica es cómo determinar una tasa de descuento apropiada. Porque la tasa de redescuento que aplica el banco central a los efectos que toma de otras instituciones financieras, que a su vez los han tomado del público, puede tener un impacto dramático, al determinar el comportamiento de los bancos privados y las inversiones corporativas que descuentan originalmente e influir así sobre el ritmo del conjunto de la economía.

## Decisiones de inversión
Los negocios deben considerar la tasa de descuento para decidir si dedican parte de sus utilidades a la compra de un nuevo equipo o maquinaria, o si dan un dividendo adicional a sus accionistas. En un mundo ideal, solo comprarían un equipo si los accionistas pueden conseguir a futuro un beneficio más grande. La cantidad de beneficio adicional que un accionista requiere en el futuro, para preferir que la compañía compre equipo o máquinas en vez de entregar el beneficio ahora, se estima de acuerdo con la tasa de descuento. Hay una manera ampliamente utilizada de estimarlo, usando datos del precio de las acciones. Se conoce como el modelo de tasación de activos fijos. Las empresas aplican normalmente esta tasa de descuento a sus decisiones sobre la compra de equipos, calculando el valor actual neto de la decisión.